# El Cuy (kommunhuvudort i Argentina)
El Cuy är en kommunhuvudort i Argentina.   Den ligger i provinsen Río Negro, i den sydvästra delen av landet, 1 100 km sydväst om huvudstaden Buenos Aires. El Cuy ligger 717 meter över havet och antalet invånare är 498.
Terrängen runt El Cuy är platt åt sydost, men åt nordväst är den kuperad. Trakten runt El Cuy är nära nog obefolkad, med mindre än två invånare per kvadratkilometer..
Omgivningarna runt El Cuy är i huvudsak ett öppet busklandskap.